# Přírodní památka na Slovensku
Přírodní památka SR (zkratka PP) je kategorie chráněných území na Slovensku. Je to bodový, liniový nebo jiný maloplošný ekosystém, jeho složka nebo prvek, zpravidla s výměrou do 50 ha, který má vědecký, kulturní, ekologický, estetický nebo krajinotvorných význam.

## Národní přírodní památka
Jedinečnou přírodní památku, která představuje součást nejvýznamnějšího přírodního dědictví státu, může ministerstvo obecně závazným právním předpisem ustanovit národní přírodní památkou (zkratka NPP).